# Juan de Jesús
Le serviteur de Dieu, Juan de Jesús Hernández y Delgado (Icod de los Vinos, Tenerife, baptisé le 20 décembre 1615 - 6 février 1687, San Cristóbal de La Laguna, Tenerife), est un moine franciscain espagnol et mystique.

## Biographie
Il descend d'un roi autochtone Guanche. À l'âge de dix ans, il travaille comme apprenti tonnelier à Garachico. Mais son patron le maltraite, à tel point que l'enfant devient borgne. Plus tard, il apprend à lire et vit à Puerto de la Cruz. Dans cette ville, il connait ses premières manifestations mystiques dont une lévitation devant de nombreux témoins.
En 1646, il prend l'habit franciscain et rentre au couvent de San Diego del Monte (maintenant une chapelle), proche de la ville de San Cristóbal de La Laguna. Là, il rencontre Sœur Maria de León Bello y Delgado, qui devient une amie proche et qui lui donne de nombreux conseils spirituels. Le 6 février 1687, Fray Juan de Jesús, depuis longtemps malade, meurt à 71 ans. Une procédure de béatification est en cours.
Récemment, en 2010, une association portant son nom a été créée dans le but d'approfondir l'étude de ses vertus, de son travail et de ses prodiges. Pour sa part, en 2015, il a célébré le 400e anniversaire de sa naissance.